# Socket 479
A Socket 479 az Intel Pentium M és Pentium III Tualatin-M mobilprocesszorok foglalata. Hivatalos neve mFCPGA vagy mPGA479M. A foglalat neve ellenére a Pentium M processzoroknak 478 lába van.
Mivel a Pentium M a Socket 478-ba illeszkedő processzoroktól eltérő elektronikával rendelkezik, ezért egy Socket 478-as alaplapban nem használhatók ezek a CPU-k. Azonban fizikailag illeszkednek a Socket 478-as foglalatokba. Az Asus készített egy átalakító panelt (CT-479), amelynek segítségével bizonyos Asus alaplapokban használhatók a Pentium M-ek. Jelenleg csak az Intel 855GME, Intel 915GM és az Intel 6300ESB támogatja a Pentium M-et.
Az Intel egyik új foglalat a szintén mobilprocesszorok számára készített Socket M szintén 479 tűs, azonos a lábak elrendezése is, azonban egy tűt áthelyeztek annak érdekében hogy ne legyen kompatibilis a Socket 479-cel. A Socket M 667 MT/s FSB-n dolgozik, és az Intel 945GM támogatja.
A Socket 479 478 tűs ZIF PGA foglalat, mely fogadja a Pentium M, Celeron M és VIA C7-M processzorokat.